# Cabera limbata
Cabera limbata är en fjärilsart som beskrevs av Claude Herbulot 1954. Cabera limbata ingår i släktet Cabera och familjen mätare. Inga underarter finns listade i Catalogue of Life.